# Perdita tridentata
Perdita tridentata là một loài Hymenoptera trong họ Andrenidae. Loài này được Stevens mô tả khoa học năm 1919.